# Jens Adler
Jens Adler (Halle, 25 aprile 1965) è un allenatore di calcio ed ex calciatore tedesco orientale dal 1990 tedesco, di ruolo portiere.
Anche suo figlio René è stato un calciatore.

## Nazionale
Disputò un'unica partita con la maglia della Nazionale di calcio della Germania dell'Est, entrando in campo a pochi minuti dalla fine del match Belgio-Germania Est del 12 settembre 1990, l'ultima gara ufficiale della Nazionale tedesco orientale prima della riunificazione. Pertanto fu l'ultimo giocatore al debutto nella Nazionale della Germania Est .

## Statistiche

### Cronologia presenze e reti in nazionale
| Cronologia completa delle presenze e delle reti in nazionale ― Germania Est | Cronologia completa delle presenze e delle reti in nazionale ― Germania Est | Cronologia completa delle presenze e delle reti in nazionale ― Germania Est | Cronologia completa delle presenze e delle reti in nazionale ― Germania Est | Cronologia completa delle presenze e delle reti in nazionale ― Germania Est | Cronologia completa delle presenze e delle reti in nazionale ― Germania Est | Cronologia completa delle presenze e delle reti in nazionale ― Germania Est | Cronologia completa delle presenze e delle reti in nazionale ― Germania Est |
| Data                                                                        | Città                                                                       | In casa                                                                     | Risultato                                                                   | Ospiti                                                                      | Competizione                                                                | Reti                                                                        | Note                                                                        |
| --------------------------------------------------------------------------- | --------------------------------------------------------------------------- | --------------------------------------------------------------------------- | --------------------------------------------------------------------------- | --------------------------------------------------------------------------- | --------------------------------------------------------------------------- | --------------------------------------------------------------------------- | --------------------------------------------------------------------------- |
| 12-9-1990                                                                   | Bruxelles                                                                   | Belgio                                                                      | 0 – 2                                                                       | Germania Est                                                                | Amichevole                                                                  | -                                                                           | 90’                                                                         |
| Totale                                                                      |                                                                             | Presenze                                                                    | 1                                                                           |                                                                             | Reti                                                                        | 0                                                                           |                                                                             |